# Norwegia na Zimowych Igrzyskach Olimpijskich 1984
Norwegię na Zimowych Igrzyskach Olimpijskich 1984 reprezentowało 58 zawodników: 50 mężczyzn i osiem kobiet. Był to czternasty start reprezentacji Norwegii na zimowych igrzyskach olimpijskich.

## Zdobyte medale
| Medal  | Zawodnik                                                        | Dyscyplina          | Konkurencja                  | Rezultat    |
| ------ | --------------------------------------------------------------- | ------------------- | ---------------------------- | ----------- |
| Złoto  | Eirik Kvalfoss                                                  | Biathlon            | Bieg na 10 km mężczyzn       | 30:53,8 min |
| Złoto  | Inger Helene Nybråten, Anne Jahren, Brit Pettersen, Berit Aunli | Biegi narciarskie   | Sztafeta 4 x 5 km kobiet     | 1:06:49,7 h |
| Złoto  | Tom Sandberg                                                    | Kombinacja norweska | Indywidualnie                | 422,595 pkt |
| Srebro | Odd Lirhus, Eirik Kvalfoss, Rolf Storsveen, Kjell Søbak         | Biathlon            | Sztafeta 4 x 7,5 km mężczyzn | 1:39:03,1 h |
| Srebro | Berit Aunli                                                     | Biegi narciarskie   | Bieg na 5 km kobiet          | 17:18,3 min |
| Brąz   | Eirik Kvalfoss                                                  | Biathlon            | Bieg na 20 km mężczyzn       | 1:14:02,4 h |
| Brąz   | Brit Pettersen                                                  | Biegi narciarskie   | Bieg na 10 km kobiet         | 32:12,7 min |
| Brąz   | Anne Jahren                                                     | Biegi narciarskie   | Bieg na 20 km kobiet         | 1:03:13,6 h |
| Brąz   | Kai Arne Engelstad                                              | Łyżwiarstwo szybkie | Bieg na 1000 m mężczyzn      | 1:16,75 min |

## Skład kadry

### Biathlon
Mężczyźni
| Zawodnik                                             | Konkurencja         | czas biegu | Kary | Łączny czas | Pozycja |
| ---------------------------------------------------- | ------------------- | ---------- | ---- | ----------- | ------- |
| Eirik Kvalfoss                                       | Bieg na 20 km       | 1:09:02,4  | 5:00 | 1:14:02,4   | brąz    |
| Rolf Storsveen                                       | Bieg na 20 km       | 1:11:23,9  | 4:00 | 1:15:23,9   | 6.      |
| Odd Lirhus                                           | Bieg na 20 km       | 1:11:55,0  | 9:00 | 1:20:55,0   | 24.     |
| Eirik Kvalfoss                                       | Bieg na 10 km       | 30:53,8    | 2    | 30:53,8     | złoto   |
| Kjell Søbak                                          | Bieg na 10 km       | 31:19,7    | 1    | 31:19,7     | 4.      |
| Terje Krokstad                                       | Bieg na 10 km       | 33:00,9    | 4    | 33:00,9     | 18.     |
| Odd Lirhus Eirik Kvalfoss Rolf Storsveen Kjell Søbak | Sztafeta 4 × 7,5 km | 1:39:03,1  | 2    | 1:39:03,1   | srebro  |

### Biegi narciarskie
Mężczyźni
| Zawodnik                                                 | Konkurencja        | czas               | Pozycja            |
| -------------------------------------------------------- | ------------------ | ------------------ | ------------------ |
| Tor Håkon Holte                                          | Bieg na 15 km      | 42:37,4            | 8.                 |
| Pål Gunnar Mikkelsplass                                  | Bieg na 15 km      | 42:59,7            | 17.                |
| Geir Holte                                               | Bieg na 15 km      | 43:23,3            | 20.                |
| Ove Aunli                                                | Bieg na 15 km      | Nie ukończył biegu | Nie ukończył biegu |
| Lars Erik Eriksen                                        | Bieg na 30 km      | 1:31:24,8          | 6.                 |
| Pål Gunnar Mikkelsplass                                  | Bieg na 30 km      | 1:32:20,6          | 12.                |
| Jan Lindvall                                             | Bieg na 30 km      | 1:32:23,3          | 13.                |
| Oddvar Brå                                               | Bieg na 30 km      | 1:36:23,4          | 32.                |
| Jan Lindvall                                             | Bieg na 50 km      | 2:19:27,1          | 5.                 |
| Lars Erik Eriksen                                        | Bieg na 50 km      | 2:22:09,5          | 11.                |
| Tor Håkon Holte                                          | Bieg na 50 km      | 2:22:12,7          | 12.                |
| Ove Aunli                                                | Bieg na 50 km      | Nie ukończył biegu | Nie ukończył biegu |
| Lars Erik Eriksen Jan Lindvall Ove Aunli Tor Håkon Holte | Sztafeta 4 × 10 km | 1:57:27,6          | 4.                 |

Kobiety
| Zawodnik                                                     | Konkurencja       | czas      | Pozycja |
| ------------------------------------------------------------ | ----------------- | --------- | ------- |
| Berit Aunli                                                  | Bieg na 5 km      | 17:14,1   | srebro  |
| Inger Helene Nybråten                                        | Bieg na 5 km      | 17:28,2   | 5.      |
| Brit Pettersen                                               | Bieg na 5 km      | 17:33,6   | 6.      |
| Anne Jahren                                                  | Bieg na 5 km      | 17:38,0   | 7.      |
| Brit Pettersen                                               | Bieg na 10 km     | 32:12,7   | brąz    |
| Berit Aunli                                                  | Bieg na 10 km     | 32:17,7   | 4.      |
| Anne Jahren                                                  | Bieg na 10 km     | 32:26,2   | 5.      |
| Marit Myrmæl                                                 | Bieg na 10 km     | 32:35,3   | 7.      |
| Anne Jahren                                                  | Bieg na 20 km     | 1:03:13,6 | brąz    |
| Brit Pettersen                                               | Bieg na 20 km     | 1:03:49,0 | 6.      |
| Inger Helene Nybråten                                        | Bieg na 20 km     |           | 11.     |
| Marit Myrmæl                                                 | Bieg na 20 km     | 1:05:01,9 | 14.     |
| Inger Helene Nybråten Anne Jahren Brit Pettersen Berit Aunli | Sztafeta 4 × 5 km | 1:06:49,7 | złoto   |

### Hokej na lodzie
Reprezentacja mężczyzn
| - Åge Ellingsen - Arne Bergseng - Bjørn Skaare - Cato Hamre Andersen - Erik Kristiansen - Erik Nerell - Frank Vestreng - Geir Myhre - Jim Marthinsen - Jon-Magne Karlstad |  | - Jørn Goldstein - Per-Arne Kristiansen - Petter Thoresen - Roy Johansen - Stephen Foyn - Sven Lien - Trond Abrahamsen - Øivind Løsåmoen - Ørjan Løvdal - Øystein Jarlsbo |

Reprezentacja Norwegii brała udział w rozgrywkach grupy B turnieju olimpijskiego, w której zajęła szóste miejsce. Ostatecznie została sklasyfikowana na 11. miejscu

### Grupa B
| Drużyna           | M | Mecze | Mecze | Mecze | Bramki | Bramki | Bramki | Pkt |
| Drużyna           | M | W     | R     | P     | +      | -      | +/-    | Pkt |
| ----------------- | - | ----- | ----- | ----- | ------ | ------ | ------ | --- |
| Czechosłowacja    | 5 | 5     | 0     | 0     | 38     | 7      | +31    | 10  |
| Kanada            | 5 | 4     | 0     | 1     | 24     | 10     | +14    | 8   |
| Finlandia         | 5 | 2     | 1     | 2     | 27     | 19     | +8     | 5   |
| Stany Zjednoczone | 5 | 1     | 2     | 2     | 16     | 17     | -1     | 4   |
| Austria           | 5 | 1     | 0     | 4     | 13     | 37     | -24    | 2   |
| Norwegia          | 5 | 0     | 1     | 4     | 15     | 43     | -28    | 0   |

Wyniki
| 7 lutego 1984 | Czechosłowacja | 10:4 | Norwegia |  |

|  |  |  |  |  |

| 9 lutego 1984 | Finlandia | 16:2 | Norwegia |  |

|  |  |  |  |  |

| 11 lutego 1984 | Norwegia | 3:3 | Stany Zjednoczone |  |

|  |  |  |  |  |

| 13 lutego 1984 | Kanada | 8:1 | Norwegia |  |

|  |  |  |  |  |

| 15 lutego 1984 | Norwegia | 5:6 | Austria |  |

|  |  |  |  |  |

### Kombinacja norweska
Mężczyźni
| Zawodnik          | Konkurencja   | Bieg narciarski | Bieg narciarski | Bieg narciarski | Skoki narciarskie | Skoki narciarskie | Skoki narciarskie | Skoki narciarskie | Skoki narciarskie | Skoki narciarskie | Skoki narciarskie | Skoki narciarskie | Łącznie | Pozycja |
| Zawodnik          | Konkurencja   | Czas biegu      | Pozycja         | Punkty          | Skok 1            | Nota              | Skok 2            | Nota              | Skok 3            | Nota              | Punkty            | Pozycja           | Łącznie | Pozycja |
| ----------------- | ------------- | --------------- | --------------- | --------------- | ----------------- | ----------------- | ----------------- | ----------------- | ----------------- | ----------------- | ----------------- | ----------------- | ------- | ------- |
| Tom Sandberg      | Indywidualnie | 47:52,7         | 2.              | 207,895         | 78,0              | 92,2              | 86,0              | 108,9             | 88,0              | 105,8             | 214,7             | 1.                | 422,595 | złoto   |
| Geir Andersen     | Indywidualnie | 49:56,3         | 18.             | 189,355         | 83,0              | 103,2             | 83,0              | 100,6             | 79,0              | 88,9              | 203,8             | 8.                | 393,155 | 10.     |
| Hallstein Bøgseth | Indywidualnie | 48:58,0         | 8.              | 198,100         | 79,5              | 95,1              | 80,0              | 92,8              | 84,0              | 97,9              | 193,0             | 18.               | 391,100 | 11.     |
| Espen Andersen    | Indywidualnie | 49:53,9         | 16.             | 189,715         | 70,5              | 75,7              | 79,0              | 88,2              | 86,0              | 100,6             | 188,8             | 20.               | 378,515 | 19.     |

### Łyżwiarstwo szybkie
Mężczyźni
| Zawodnik           | Konkurencja   | Konkurencja   | Konkurencja    | Konkurencja    | Konkurencja    | Konkurencja    | Konkurencja    | Konkurencja    | Konkurencja      | Konkurencja      |
| Zawodnik           | Bieg na 500 m | Bieg na 500 m | Bieg na 1000 m | Bieg na 1000 m | Bieg na 1500 m | Bieg na 1500 m | Bieg na 5000 m | Bieg na 5000 m | Bieg na 10 000 m | Bieg na 10 000 m |
| Zawodnik           | Czas          | Miejsce       | Czas           | Miejsce        | Czas           | Miejsce        | Czas           | Miejsce        | Czas             | Miejsce          |
| ------------------ | ------------- | ------------- | -------------- | -------------- | -------------- | -------------- | -------------- | -------------- | ---------------- | ---------------- |
| Frode Rønning      | 38,58         | 7.            | 1:18,64        | 14.            |                |                |                |                |                  |                  |
| Kai Arne Engelstad | 39,28         | 18.           | 1:16,75        | brąz           | 2:00,59        | 12.            |                |                |                  |                  |
| Rolf Falk-Larssen  | 39,57         | 23.           |                |                | 2:01,65        | 17.            | 7:25,54        | 15.            |                  |                  |
| Bjørn Nyland       |               |               |                |                | 2:02,05        | 19.            | 7:18,27        | 7.             | 15:08,34         | 13.              |
| Geir Karlstad      |               |               |                |                |                |                | 7:20,24        | 10.            | 14:52,40         | 4.               |
| Henry Nilsen       |               |               |                |                |                |                |                |                | 14:57,81         | 8.               |

Kobiety
| Zawodnik             | Konkurencja   | Konkurencja   | Konkurencja    | Konkurencja    | Konkurencja    | Konkurencja    | Konkurencja    | Konkurencja    |
| Zawodnik             | Bieg na 500 m | Bieg na 500 m | Bieg na 1000 m | Bieg na 1000 m | Bieg na 1500 m | Bieg na 1500 m | Bieg na 3000 m | Bieg na 3000 m |
| Zawodnik             | Czas          | Miejsce       | Czas           | Miejsce        | Czas           | Miejsce        | Czas           | Miejsce        |
| -------------------- | ------------- | ------------- | -------------- | -------------- | -------------- | -------------- | -------------- | -------------- |
| Edel Therese Høiseth | 43,96         | 24.           | 1:27,90        | 20.            |                |                |                |                |
| Bjørg Eva Jensen     |               |               | 1:27,08        | 16.            | 2:09,53        | 8.             | 4:36,28        | 7.             |

### Narciarstwo alpejskie
Mężczyźni
| Zawodnik  | Konkurencja | Konkurencja | Konkurencja       | Konkurencja       | Konkurencja   | Konkurencja   | Konkurencja                 | Konkurencja                 | Konkurencja                 | Konkurencja                 |
| Zawodnik  | Zjazd       | Zjazd       | Slalom gigant     | Slalom gigant     | Slalom gigant | Slalom gigant | Slalom specjalny            | Slalom specjalny            | Slalom specjalny            | Slalom specjalny            |
| Zawodnik  | Czas        | Pozycja     | Czas 1. przejazdu | Czas 2. przejazdu | Czas łączny   | Pozycje       | Czas 1. przejazdu           | Czas 2. przejazdu           | Czas łączny                 | Pozycja                     |
| --------- | ----------- | ----------- | ----------------- | ----------------- | ------------- | ------------- | --------------------------- | --------------------------- | --------------------------- | --------------------------- |
| Odd Sørli |             |             | 1:22,90           | 1:23,49           | 2:46,39       | 19.           | Nie ukończył 1-go przejazdu | Nie ukończył 1-go przejazdu | Nie ukończył 1-go przejazdu | Nie ukończył 1-go przejazdu |

### Saneczkarstwo
Mężczyźni
| Zawodnik    | Konkurencja | Ślizg 1 | Ślizg 2 | Ślizg 3 | Ślizg 4 | Łącznie  | Pozycja |
| ----------- | ----------- | ------- | ------- | ------- | ------- | -------- | ------- |
| Asle Strand | Jedynki     | 48,567  | 47,629  | 47,874  | 47,573  | 3:11,643 | 22.     |

Kobiety
| Zawodnik       | Konkurencja | Ślizg 1 | Ślizg 2 | Ślizg 3 | Ślizg 4 | Łącznie  | Pozycja |
| -------------- | ----------- | ------- | ------- | ------- | ------- | -------- | ------- |
| Agnes Aanonsen | Jedynki     | 43,140  | 43,715  | 43,379  | 51,031  | 3:01,265 | 23.     |

### Skoki narciarskie
Mężczyźni
| Konkurencja            | Skoczek                 | Skok 1    | Skok 1 | Skok 2    | Skok 2 | Nota  | Pozycja |
| Konkurencja            | Skoczek                 | odległość | Nota   | odległość | Nota   | Nota  | Pozycja |
| ---------------------- | ----------------------- | --------- | ------ | --------- | ------ | ----- | ------- |
| Skocznia normalna K-90 | Rolf Åge Berg           | 86,0      | 104,1  | 86,5      | 104,4  | 208,5 | 5.      |
| Skocznia normalna K-90 | Vegard Opaas            | 86,0      | 101,1  | 87,0      | 102,7  | 203,8 | 8.      |
| Skocznia normalna K-90 | Steinar Bråten          | 85,0      | 102,0  | 79,0      | 87,9   | 189,9 | 18.     |
| Skocznia normalna K-90 | Per Bergerud            | 75,0      | 74,5   | 78,5      | 85,6   | 160,1 | 46.     |
| Skocznia duża K-112    | Ole Christian Eidhammer | 100,5     | 93,4   | 97,0      | 86,5   | 179,9 | 18.     |
| Skocznia duża K-112    | Vegard Opaas            | 100,0     | 98,2   | 95,5      | 72,9   | 171,1 | 27.     |
| Skocznia duża K-112    | Ole Gunnar Fidjestøl    | 95,0      | 82,2   | 94,0      | 81,8   | 164,0 | 31.     |
| Skocznia duża K-112    | Rolf Åge Berg           | 74,0      | 12,8   | 90,0      | 74,7   | 875   | 52.     |